# Ай (чжуинь)

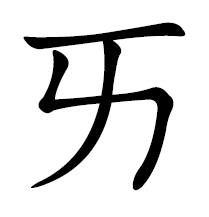

Ай — одна из букв китайского алфавита чжуинь. Может выступать отдельно, но в основном используется как финаль (кит.韵母 — иньму). 
В стандартном путунхуа «Ай» участвует в образовании 24-х слогов:
| ㄞ — ай       | ㄓㄞ — чжай   | ㄔㄞ — чай    | ㄓㄨㄞ — чжуай |
| ㄔㄨㄞ — чуай | ㄏㄞ — хай    | ㄏㄨㄞ — хуай | ㄍㄞ — гай     |
| ㄎㄞ — кай    | ㄍㄨㄞ — гуай | ㄎㄨㄞ — куай | ㄌㄞ — лай     |
| ㄇㄞ — май    | ㄋㄞ — най    | ㄅㄞ — бай    | ㄆㄞ — пай     |
| ㄙㄞ — сай    | ㄕㄞ — шай    | ㄕㄨㄞ — шуай | ㄉㄞ — дай     |
| ㄊㄞ — тай    | ㄗㄞ — цзай   | ㄘㄞ — цай    | ㄨㄞ — вай     |